# Xot de Wetar
El xot de Wetar (Otus tempestatis) és una espècie d'ocell de la família dels estrígids (Strigidae). Habita zones boscoses de l'illa de Wetar, a les illes menors de la Sonda. El seu estat de conservació es considera de risc mínim.

## Taxonomia
Generalment ha estat considerada una subespècie d'Otus magicus, però modernament ha estat separada a la seva pròpia espècie per alguns especialistes.